# Anthocoris bicuspis
Anthocoris bicuspis är en insektsart som först beskrevs av Herrich-schaeffer 1835.  Anthocoris bicuspis ingår i släktet Anthocoris och familjen näbbskinnbaggar. Inga underarter finns listade i Catalogue of Life.